# Ardisia sieboldii
Ardisia sieboldii Miq. – gatunek roślin z rodziny pierwiosnkowatych (Primulaceae). Występuje naturalnie w południowej Japonii (wliczając archipelagi Riukiu i Ogasawara), Chinach (w prowincjach Fujian i Zhejiang), na Tajwanie oraz w Wietnamie. 

## Morfologia
PokrójZimozielone drzewo lub krzew. Dorasta do 10 m wysokości.
LiścieBlaszka liściowa jest skórzasta i ma odwrotnie jajowaty lub lancetowaty kształt. Mierzy 7–14 cm długości oraz 2–4 cm szerokości, jest całobrzega, ma klinową nasadę i ostry wierzchołek. Ogonek liściowy jest nagi i ma 5–10 mm długości.
KwiatyZebrane w wierzchotkach o długości 3–7 cm, wyrastają z kątów pędów. Mają działki kielicha o owalnym kształcie i dorastające do 1 mm długości. Płatki są owalne i mają białą barwę oraz 4 mm długości.
OwocPestkowce mierzące 7 mm średnicy, o kulistym kształcie.

## Biologia i ekologia
Rośnie w lasach i zaroślach. Występuje na wysokości do 600 m n.p.m.